# Будинок інституту фізичних методів лікування (Чернігів)
Будинок інституту фізичних методів лікування — пам'ятка архітектури місцевого значення у Чернігові. Наразі будівля використовується як поліклінічне відділення № 1 міської лікарні № 1.

## Історія
Рішенням виконкому Чернігівської обласної ради народних депутатів від 26.03.1984 року № 118 будинку надано статус пам'ятник архітектури місцевого значення з охоронним № 6-Чг. Будівля має власну «територію пам'ятника» та розташована у «комплексній охоронній зоні пам'яток історичного центру міста», згідно з правилами забудови та використання території. Встановлено інформаційну дошку.

## Опис
У 1912 року за проєктом інженера І. М. Якубовича було збудовано Будинок народної школи з південно-західного боку колишньої Шосейної вулиці (зараз проспект Миру) на місці Олександрівської площі (у південно-східній її частині).
Кам'яний, 2-поверховий будинок. Головний вхід прикрашає чотириколонний портик доричного ордену, на який спирається балкон. Барокової форми фронтон, шестигранні вікна другого поверху, ліпний та орнаментальний декор утворюють своєрідний вид споруди українського народного стилю. На фронтоні раніше був напис «Будинок інституту фізичних методів лікування імені тов. Воровського».
Спочатку в будівлі розміщувалася 4-класська народна школа, з 1920-х років інститут фізичних методів лікування імені Воровського. Організатором та керівником виступив місцевий лікар Р. Караєв. З 1931 року інститут був затверджений як всеукраїнський курорт, але 26 січня 1935 року інститут закрили. 1 червня 1935 року він був знову відкритий, де стаціонар функціонував тільки для партійних працівників, а амбулаторія — для всіх жителів міста. У повоєнні роки інститут роботи не відновив. У період 1950—1966 років тут розміщувалося фізіотерапевтичне відділення обласної лікарні, потім відділення переїхало до нового корпусу, збудованого на вулиці Волковича. Потім будинок займала поліклініка № 3, а з 1978 року будинок використовується як поліклінічне відділення № 1 міської лікарні № 1.